# البیسولا مارینا
البیسولا مارینا (به ایتالیایی: Albissola Marina) یک سکونتگاه مسکونی در ایتالیا است که در استان ساونا واقع شده‌است.

## خصوصیات
البیسولا مارینا ۳٫۲ کیلومترمربع مساحت و ۵٬۵۵۹ نفر جمعیت دارد و ۳ متر بالاتر از سطح دریا واقع شده‌است.